# Die Welle
Die Welle is een Duitse film uit 2008 onder regie van Dennis Gansel. Het verhaal is geïnspireerd door het sociaal-psychologische experiment De Derde Golf. Dat werd in 1967 uitgevoerd door een middelbare-schooldocent in Amerika.
Die Welle ging op 13 maart 2008 officieel in première, nadat het Sundance Film Festival haar op 18 januari van dat jaar voor het eerst vertoonde. De film werd in de eerste tien weken vanaf de première door ongeveer 2,3 miljoen Duitse bioscoopgangers bezocht. Ze won onder meer de Deutsche Filmpreis voor beste film en beste bijrolspeler (Frederick Lau) en werd genomineerd voor twee European Film Awards en de juryprijs op het Sundance Film Festival. Die Welle verscheen op 9 oktober 2008 op dvd.

## Verhaal
Rainer Wenger is een voormalige anarchistische idealist die tegenwoordig getrouwd is met middelbare school-lerares Anke (Christiane Paul) en zelf ook voor de klas staat. In verband met een projectweek moeten de leerlingen zich inschrijven om daarin iets te leren over enerzijds anarchie of anderzijds autocratie. Wenger wil graag de anarchiegroep leiden, maar zijn conservatievere collega Dieter Wieland (Hubert Mulzer) is er eerder bij, waardoor autocratie overblijft voor Wenger.
Omdat de toegankelijke Wenger immens populair is bij de leerlingen, schrijft het merendeel van hen zich toch in voor autocratie. Wanneer hij begint te vertellen, tonen de meesten van hen zich niettemin verveeld. Ze verwachten dat het weer voornamelijk over het Derde Rijk zal gaan en hoewel ze dat wel een belangrijk onderwerp vinden, achten ze het achterhaald. De stelling wordt opgeworpen dat een autocratie zoals nazi-Duitsland was, in de huidige tijd niet meer voor kan komen, omdat men daar inmiddels te alwetend voor zou zijn.
Wenger besluit hierop een experiment uit te voeren om te laten zien hoe makkelijk het is om een grote menigte te manipuleren. De leerlingen die gekozen hebben om dit project te doen, worden betrokken in een practicumopdracht waaraan ze vrijwillig wel of niet mee mogen doen. Met Wenger als eerlijk gekozen en zodoende te gehoorzamen leider, bedenken ze vervolgens samen de ene na de andere maatregel waarmee ze zich als herkenbare en gelijkgestemde groep kunnen profileren. Zodoende worden de vaste vriendengroepjes uit elkaar gehaald en aan anderen gekoppeld, gaan ze allemaal een wit hemd met een blauwe broek dragen, nemen ze de groepsnaam Die Welle ('de golf') aan, bedenken ze een logo en gaan ze een kenmerkend handgebaar voeren als groepsgroet.
Het project slaat enorm aan onder de deelnemers, die al snel ook buiten de schoolmuren een steeds hechtere, voor elkaar opkomende groep vormen waarin discipline en uniformiteit sleutelwaardes zijn. Buitenbeentje Tim Stoltefuss (Frederick Lau) gaat sowieso helemaal in het project op, want hij behoort hiermee eindelijk tot een sociale groep op school. Zodoende gaat hij ook net wat verder in zijn acties, om maar niet uit de smaak te vallen bij zijn nieuwe maatjes. Zo beklimt hij met gevaar voor eigen leven een hoog gebouw om daar het groepslogo op te spuiten met graffiti en jaagt hij de aanvaller van een van zijn nieuwe vrienden met een pas gekocht pistool weg.
De keerzijde van het project wordt zichtbaar wanneer de uniformiteit binnen de groep leidt tot absolute uitsluiting van iedereen die zich niet exact aan de groepsregels conformeert. Als je geen wit hemd draagt hoor je er niet bij, bijvoorbeeld Karo weigert dit te doen en wordt nergens bij opgenomen. Hierdoor raakt ze vervreemd van haar vriendje Marco (Max Riemelt) en haar beste vriendin Lisa (Cristina do Rego), die wel voluit met Die Welle meegaan. Karo wordt tot vijand van de beweging verklaard wanneer ze stukjes in de schoolkrant schrijft om te waarschuwen voor het gevaar dat uitgaat van het project. Niet dat deze stukjes ooit haar medeleerlingen bereiken, want Die Welle ruimt de krantjes op voordat iemand ze kan lezen.
Wenger blijft lang doof voor de waarschuwingen van Karo en Anke dat zijn project uit de hand loopt. Op zeker moment neemt hij niettemin de proef op de som wanneer Marco in de klas vertelt dat zijn vriendinnetje misschien een punt heeft en dit op weinig sympathie van zijn medeleerlingen kan rekenen. Wenger vertelt dat hij heeft besloten het project te verlengen en uit te breiden totdat heel Duitsland aan 'de goede ideologie' gehoorzaamt. Bevelen blaffend als een ware dictator vordert hij dat Marco naar voren gebracht en daar in bedwang gehouden wordt. Zijn opdracht wordt zonder morren uitgevoerd en er blijkt voldoende animo Marco zwaar te straffen voor zijn 'verraad'.
Dan onthult Wenger dat hij zijn voornemens niet meent en dat het allemaal deel uitmaakt van het project. Zijn leerlingen hebben onbedoeld aan zichzelf laten zien hoe er een fascistische beweging kan ontstaan binnen een school met volstrekt normale leerlingen, die dit een week eerder nog voor onmogelijk hielden. Bij de meeste van hen vallen de schellen daarop van de ogen. Zij die daar wat langer voor nodig hebben, worden door hun medeleerlingen gecorrigeerd.
Stoltefuss slaat daarentegen door. Hij dacht eindelijk bij een groep te horen en voelt zijn nieuwe sociale status in rook opgaan. Als hij tot kalmte wordt gemaand, schiet hij een medeleerling neer. Daarop wil hij Wenger ook neerschieten, maar als die zegt dat Die Welle niet kan bestaan zonder leider plaatst hij het pistool in zijn mond en schiet zichzelf door het hoofd. Als verantwoordelijke voor het hele gebeuren, wordt Wenger gearresteerd door de politie. Terwijl hij weggevoerd wordt, beseft hij dat ook hij zichzelf te veel heeft laten meeslepen en zich te veel vereenzelvigd heeft met het project. Met fatale gevolgen.

## Rolverdeling
| Acteur                   | Personage      |
| ------------------------ | -------------- |
| Jürgen Vogel             | Rainer Wenger  |
| Frederick Lau            | Tim Stoltefuss |
| Max Riemelt              | Marco          |
| Jennifer Ulrich          | Karo           |
| Christiane Paul          | Anke Wenger    |
| Elyas M'Barek            | Sinan          |
| Cristina do Rego         | Lisa           |
| Jacob Matschenz          | Dennis         |
| Maximilian Vollmar       | Bomber         |
| Maximilian Mauff         | Kevin          |
| Ferdinand Schmidt-Modrow | Ferdi          |
| Faune A. Chambers        | Dorothy Baker  |
| Tim Oliver Schultz       | Jens           |
| Amelie Kiefer            | Mona           |
| Odine Johne              | Maja           |
| Fabian Preger            | Kaschi         |
| Alexander Held           | Tims vader     |

## Waarheidsgehalte
- Over het echte project uit 1967 bestaat weinig documentatie. De gebeurtenissen zoals verslagen, komen voornamelijk voort uit de verklaringen van Ron Jones, de echte Rainer Wenger.